# Dieldrin
Dieldrin ist ein zur Gruppe der Chlorkohlenwasserstoffe gehörendes, nichtselektives Insektizid, das gegen Bodeninsekten und verschiedene krankheitsübertragende Insekten eingesetzt wurde. Außerdem entsteht es als Abbauprodukt von Aldrin in Pflanzen und Tieren.

## Umweltrelevanz und Toxizität
Insbesondere für Fische ist Dieldrin stark giftig. Dieldrin haftet sehr stark an Bodenpartikeln. Die Halbwertszeit beträgt in gemäßigtem Klima etwa fünf Jahre. Dieldrin ist mit hoher Wahrscheinlichkeit krebserregend. Studien belegen, dass Dieldrin nicht nur Krebs auslösen kann, sondern bei kontinuierlicher Exposition (z. B. Anreicherung im Blut) die Mortalitätsrate nach der Diagnose erhöht.

## Kampagne gegen die Feuerameise
Unter Leitung des US-Landwirtschaftsministeriums (USDA) wurde Ende der 1950er-Jahre versucht, die Feuerameisen im Süden der USA mit Hilfe von Dieldrin auszurotten. Schon die Ankündigung der Aktion hatte 1956 zu heftigen Protesten von Naturschutzverbänden geführt. Die Notwendigkeit eines derartigen Ausrottungsprogramms wurde in Frage gestellt, ebenso das geplante Vorgehen. Die Pläne des USDA sahen vor, auf einer Fläche von 80.000 bis 120.000 km2 Pellets aus einem Dieldrin-Ton-Gemisch zu verteilen. Ende 1957 und 1958 wurde mit der Umsetzung begonnen. Es kam schon bald zu Fisch- und Vogelsterben sowie zu Todesfällen beim Vieh und Hausgeflügel. Die Jäger beklagten einen Rückgang der jagdbaren Wildvögel. Fischer am Golf von Mexiko beschwerten sich, weil Krabben und Shrimps durch ins Meer gespültes Dieldrin abstarben. In den „behandelten“ Gebieten wurden einige Schlangen-, Eidechsen- und Froscharten ausgerottet. Der Staat Alabama entzog dem fire ant program 1959 die bereits bewilligten Mittel, Florida tat dies 1960. Die anderen von der Feuerameise betroffenen Staaten ließen die Durchführung des Ausrottungsprogramms nicht mehr zu.
Aufgrund der bei der Bekämpfung der Feuerameise mit Dieldrin aufgetretenen Schäden wurden 1958 erstmals in nennenswertem Umfang Gelder zur Erforschung der Umweltwirkung von Pestiziden bewilligt.

## Analytischer Nachweis
Der chemisch-analytische Nachweis in Umweltproben, Lebens- und Futtermitteln erfolgt nach geeigneter Probenvorbereitung zur Abtrennung der Matrix und gaschromatographischer Abtrennung von Nebenkomponenten mittels hochauflösender massenspektrometrischer Techniken wie der Flugzeitmassenspektrometrie (Time-Of-Flight-Massenspektrometrie).

## Verbot
Mit dem Stockholmer Übereinkommen vom 22. Mai 2001 wurde ein weltweites Verbot zur Herstellung, Verkauf und Anwendung von zwölf persistenten organischen Schadstoffen (POP = persistent organic pollutants) beschlossen. Unter diesem „dreckigen Dutzend“ (dirty dozen) befindet sich auch Dieldrin. Am 17. Mai 2004 erlangte das Übereinkommen nach der Ratifizierung durch den 50. Beitrittsstaat globale Rechtsgültigkeit.